# Mohamed El Maghrabi
Mohamed Mohamed Haythem Adnan El Maghraby (in arabo محمد المغربي‎?; 28 aprile 2001) è un calciatore egiziano, difensore dello Smouha in prestito dall'Al-Ahly.

## Carriera

### Club
El Maghrabi è cresciuto nel settore giovanile dell'Al-Ahly dove ha debuttato il 13 gennaio 2022 nell'incontro di Coppa d'Egitto pareggiato 0-0 contro l'El-Gouna. Nel febbraio del 2022 è passato in prestito al Teplice dove ha giocato principalmente con la squadra B. Nel gennaio del 2023, con la stessa formula, è passato allo Smouha.

### Nazionale
Ha giocato nella nazionale egiziana Under-23.
Nel 2024 è stato convocato dalla nazionale olimpica egiziana per partecipare ai Giochi della XXXIII Olimpiade come giocatore di riserva.

## Statistiche

### Presenze e reti nei club
Statistiche aggiornate al 21 luglio 2024.
| Stagione        | Squadra         | Campionato      | Campionato | Campionato | Coppe nazionali | Coppe nazionali | Coppe nazionali | Coppe continentali | Coppe continentali | Coppe continentali | Altre coppe | Altre coppe | Altre coppe | Totale | Totale | Totale |
| Stagione        | Squadra         | Comp            | Pres       | Reti       | Comp            | Pres            | Reti            | Comp               | Pres               | Reti               | Comp        | Pres        | Reti        | Pres   | Reti   |        |
| --------------- | --------------- | --------------- | ---------- | ---------- | --------------- | --------------- | --------------- | ------------------ | ------------------ | ------------------ | ----------- | ----------- | ----------- | ------ | ------ | ------ |
| 2021-feb. 2022  | Al-Ahly         | 1L              | 0          | 0          | CE              | 3               | 0               |                    | -                  | -                  | CMC         | 1           | 0           | 4      | 0      |        |
| feb.-giu. 2022  | Teplice         | 1L              | 1          | 0          | CRC             | 0               | 0               |                    | -                  | -                  |             | -           | -           | 1      | 0      |        |
| feb.-giu.2022   | Teplice B       | CFL             | 11         | 1          |                 | -               | -               |                    | -                  | -                  |             | -           | -           | 11     | 1      |        |
| 2022-gen. 2023  | Teplice B       | CFL             | 5          | 0          |                 | -               | -               |                    | -                  | -                  |             | -           | -           | 5      | 0      |        |
| gen.-giu. 2023  | Smouha          | 1L              | 17         | 0          | CE              | 0               | 0               |                    | -                  | -                  |             | -           | -           | 17     | 0      |        |
| 2023-2024       | Smouha          | 1L              | 15         | 0          | CE              | 2               | 0               |                    | -                  | -                  |             | -           | -           | 17     | 0      |        |
| Totale carriera | Totale carriera | Totale carriera | 49         | 1          |                 | 5               | 0               |                    | -                  | -                  |             | 1           | 0           | 55     | 1      |        |